# 多泽厚
多澤厚，直隸河間府阜城縣人，清朝政治人物。
乾隆四十四年（1779年）任兴化县知县。多泽厚奉圣谕查缴禁书，专设查缴禁书之书局，由县衙门礼房书办沈殿三负责收缴禁书。沈殿三自書販徐京國處購得《虬峰文集》14本，發現《虬峰文集》有“杞人憂轉切，翹首待重明”之句，多泽厚认为“集中詩句狂悖甚多”，即予呈报朝廷。两江总督萨载、江苏巡抚杨魁等人定为大案。当时李驎已去世，“照大逆凌迟律锉碎其尸、枭首示众”。
多泽厚曾于1781年接替李华封任宝山县知县一职，1783年由黄元燮接任。